# Guastalla
Guastalla je mesto in občina v pokrajini Reggio Emilia v deželi Emiliji - Romanji v Italiji.

## Geografija
Guastalla v dolini reke Pad leži ob njenih bregovih. Od mest Reggio Emilia, Parma in Mantova je oddaljena približno 30 kilometrov.

## Zgodovina
Območje Guastalla so verjetno naselili Etruščani že zgodaj v 7. stoletju pr. n. št., toda ime mesta se prvič omenja leta 864. V lombardskih virih je mestu od leta 1406 do 1539 vladala družina Torelli, ko je postala glavno mesto vojvodine pod družino Gonzaga. V mestu sta živela umetnika Guercino in Torquato Tasso.
Leta 1748 je z aachensko pogodbo mesto postalo del vojvodine Parma, Piacenza in Guastalla, ki ji je pripadala do leta 1847, ko ga je podedoval vojvoda iz Modene. Po združitvi Italije leta 1861 je Guastalla postala del Italije.

## Gospodarstvo
Smeg (Smalterie Metallurgiche Emiliane Guastalla ) je proizvajalec oblikovalsko svetovno znanih gospodinjskih aparatov. Ustanovljen je bil v Guastalli, kjer ima še vedno sedež. Vittorio Bertazzoni je ustanovil podjetje leta 1948 in je še vedno v zasebni lasti družine Bertazzoni. Smeg je najbolj znan po svoji ponudbi zanimivih izdelkov iz 1950-ih, starih hladilnikov z zaobljenimi vogali v različnih neobičajnih barvah in vzorcih. Podjetje, ki je bilo sprva tovarna emajliranja kovin, izdeluje tudi pomivalne in pralne stroje ter druge naprave.

## Znamenitosti
V mestu:
- stolnica iz 16. stoletja, delo Francesca da Volterre;
- na trgu je Leonijev kip Ferranteja I. Gonzage;
- vojvodska palača (1567);
- Mestno gledališče Ruggera Ruggerija (1671);
- Mestna hiša;
- osmerokotni oratorij Brezmadežnega spočetja;
- cerkev svete Marije služabnice (Santa Maria dei Servi), ki jo je oblikoval Francesco da Volterra. V notranjosti je platno Giuseppeja Marie Crespija Snemanje s križa;
- mestni stolp (18. stoletje) stoji tam, kjer je nekoč stal španski grad.

V okolici mesta:
- romanski oratorij svetega Jurija (morda iz 9. stoletja);
- bazilika svetega Petra pri kraju Pieve di Guastalla, v katerem sta bila dva rimskokatoliška koncila. V njej sta star krstilnik (9. stoletje) in poslikana terakota, ki prikazuje Marijo z otrokom in je pripisana Guidu Mazzoniju.

## Kultura
Kulinarična posebnost mesta so njoki. Njokata (Gnoccata) je prireditev vsaka tri leta v maju. Na trgu pred stolnico delijo njoke vsem prebivalcem. V paradi so ljudje oblečeni v zgodovinske noše.
25. novembra se praznuje praznik svete Katarine Aleksandrijske, ki spominja na stare ročne spretnosti.

## Pobratena mesta
- Forcalquier, Francija
- Giovinazzo, Italija
- Gabicce Mare, Italija